# 美國福爾摩沙遠征
福爾摩沙遠征（英語：Formosa Expedition），又称1867年臺湾远征，是美国针对福爾摩沙（也就是今日的臺灣）的一次「报复性远征」，因罗妹号事件而引起，三桅帆船罗妹号在臺湾海岸搁浅，船员遭島上斯卡羅酋邦的武裝排灣族原住民出草杀害，美国海军及美国海军陆战队企圖登陸報復，但指揮官旋即被原住民狙擊陣亡，美軍指揮官自忖地形險惡繼而決定鳴金收兵，戰敗撤退，這是美國少有戰敗的海外軍事行動之一。
事件後來在美国外交官李仙得斟旋下，與斯卡羅酋邦大頭目卓杞篤雙方同意以書面紀錄下非正式的諒解備忘錄，俗稱南岬之盟，事件落幕。

## 起因
1867年3月（同治六年），美國商船羅發號（Rover，又譯羅妹號）自汕頭開往牛莊，途經臺灣海峽時，遭風浪吹襲漂流至該島南部屏東七星岩觸礁沉沒，遇難船員在獅龜嶺海岸一帶登陸（位於恆春半島上，今墾丁附近），一上岸就遭到龜仔甪社（今墾丁國家森林遊樂區旁社頂部落）的排灣族原住民出草攻擊，船長亨特（J. W. Hunt）夫婦等十三人慘遭殺害，史稱羅發號事件。唯一倖免的粵籍水手逃至打狗（今高雄），並向打狗英國領事館與當地官府報告，由於獅龜嶺當時是龜仔甪社的領土範圍，時清朝政府以枋寮至鵝鑾鼻是不載版圖（意生番地），而消極處理。
美國駐華公使蒲安臣從英國駐華公使得知此事後，派美國駐廈門領事李仙得處理，他於1867年4月18日抵達台灣府，希望能與原住民直接聯繫，但被拒絕上岸。

## 经过
1867年6月13日，美國海軍兩艘戰艦載送181員海軍官兵，在英國商人畢麒麟引路下在臺灣東南岸登陸，兵分兩路，分別由哈特福號中校指揮官喬治·貝爾納普及海軍少校亞歷山大·史密德·麥肯齊領導，在不熟悉當地地形的情況下，於未納入清朝版圖的叢林中行軍，遭排灣族人以火槍伏擊，麥肯齊戰死於墾丁，使得美軍放棄佔領部落，並撤至艦上，作戰失敗。
中國官員的記錄則為「探得花旗国轮船于十二日到旗，即赴傀儡山之龟仔豆社内，有二等带兵洋官一员，洋兵一百七、八十名，被生番诈诱上山，从后兜拏，因路径险窄，带兵官受伤毙命，洋兵被伤者数人」。必麒麟曾記錄到，美軍火炮的開花彈使不少原住民戰士受傷，且當地部落傳言，當洋人撤退後曾下巫術詛咒，導致部落之後衰事連連。

## 后续
美軍作戰失敗後，美國政府態度轉趨強硬。見到美國政府態度強硬，清廷才驚覺事態嚴重，恐開罪美方，便命令台灣總兵劉明燈率兵士500員進發，至柴城一帶（今屏東車城鄉）受阻於瑯嶠十八社原住民的抵禦。劉明燈乃與首領卓杞篤見面，企圖說服解散聚集的原住民。
李仙得見清廷方面亦不得要領，自偕同「通事」六人於9月4日抵臺，劉明燈不得已9月10日率兵隨行，9月23日到達琅（今屏東縣恆春鎮）。10月10日在琅與臺灣瑯嶠十八社總頭目卓杞篤直接交涉，雙方達成口頭協議，同意歸還船長杭特夫婦的首級及所劫物品，並允諾將來海事受難者皆以「紅旗」為信號求援，表示對臺灣頭目的友好，也希望不再殺害船難者，是為南岬之盟。但美方要在象鼻山設立炮臺、燈塔的要求，為出席的清廷臺灣兵備道吳大廷、臺灣鎮總兵劉明燈否決，造成日後美方直接繞過清廷與排灣族「親善盟約」的另一項因素。李仙得10月23日回到廈門。
1869年2月，李仙得再度來臺確認先前雙方的口頭協議是否仍然有效，2月28日與卓杞篤再度會面。根據李仙得向美國政府的報告， 會議中卓杞篤弟弟要求，由李仙得將雙方的協議以書面紀錄下來，將來遇海難向原住民求救時必須遵守這個書面程序，以避免可能發生的誤會。李仙得還說雖然此會議記錄比起官方文件，顯得不正式又缺少價值，他還是記錄下來，希望將來各國船隻藉此瞭解並遵守此程序來尋求救助。「南岬之盟」屬於非正式的諒解備忘錄，不是正式的條約。